# Lacuna (esogeologia)
Lacuna (plurale: lacunae) è un termine latino, dal significato originario di "vuoto", utilizzato nell'ambito dell'esogeologia per indicare una caratteristica superficiale che costituisca il letto prosciugato di un lacus o di un mare.
Le uniche strutture ufficialmente classificata come lacunae sono presenti su Titano.

## Lacunae
- Atacama Lacuna
- Cerknica Lacuna
- Eyre Lacuna
- Jerid Lacuna
- Kutch Lacuna
- Melrhir Lacuna
- Nakuru Lacuna
- Ngami Lacuna
- Orog Lacuna
- Racetrack Lacuna
- Uyuni Lacuna
- Veliko Lacuna
- Woytchugga Lacuna